# Segona expedició de Tamerlà al Mogolistan el 1371
La segona expedició de Tamerlà al Mogolistan el 1371, fou una expedició militar dirigida per Tamerlà cap al Mogolistan com a part de la guerra contra Kebek, beg o amir de l'anomenada Horda de Timur.
Timur va reunir les tropes i va marxar en persona cap a la frontera amb el Mogolistan, per continuar la guerra contra Kebek. Això devia passar a la tardor del 1370. El seu exèrcit era important. Van arribar a la frontera del Sihun i el van creuar i van passar per les ciutats de Seyram i Penki (al nord del riu en territori nominalment mogol) i només amb el soroll de la tropa els mogols ja van fugir. Els soldats de Timur van capturar molts esclaus i molt de botí. Aquest seria el quart incident del regnat de Timur.